# Serie B 1932/1933
Soutěžní ročník Serie B 1932/1933 byl 4. ročník druhé nejvyšší italské fotbalové ligy. Konal se od 18. září 1932 do 25. června 1933. Soutěž vyhrál a postup do nejvyšší ligy Livorno. Spolu s ním postoupila i Brescia.
Nejlepším střelcem se stal italský hráč Marco Romano (Comense), který vstřelil 30 branek.

## Události
Z nejvyšší ligy byly přiřazeny kluby Brescia s Modenou a z První divize (3. ligy) Messina, Sampierdarenese a Grion Pola.
Sezonu vyhrálo Livorno, které měla o jeden bod více než druhá postupující Brescia. Ta se vrátila do nejvyšší ligy po jedné sezoně strávené ve druhé lize. Sestup měl jistý již po šestém kole Monfalconese, který se ze soutěže odhlásil kvůli financím. Díky reorganizaci soutěže, která se měla od příští sezony rozšířit na 26 klubů, zůstala Atalanta a Pistoiese nadále v soutěži.

## Účastníci
| Klub            | Město      | Stadion                      | Trenér                                                                | Minulá sezona                             |
| --------------- | ---------- | ---------------------------- | --------------------------------------------------------------------- | ----------------------------------------- |
| Atalanta        | Bergamo    | Stadio Mario Brumana         | József Viola (1.–17. kolo) Imre Payer                                 | 3. místo v Serii B                        |
| Brescia         | Brescia    | Stadium di viale Piave       | György Hlavay                                                         | 17. místo v Serii A (sestup)              |
| Cagliari        | Cagliari   | Stadio Comunale Via Pola     | András Kuttik                                                         | 13. místo v Serii B                       |
| Comense         | Como       | Stadio Giuseppe Sinigaglia   | Adolfo Baloncieri                                                     | 9. místo v Serii B                        |
| Cremonese       | Cremona    | Stadio Giovanni Zini         | Béla Károly                                                           | 6. místo v Serii B                        |
| Grion Pola      | Pula       | Stadio Comunale del Littorio | Giorgio Cidri                                                         | 1. místo ve finálové skupině A ve 3. lize |
| Legnano         | Legnano    | Stadio di via Carlo Pisacane | Otto Krappan                                                          | 11. místo v Serii B                       |
| Livorno         | Livorno    | Campo di Villa Chayes        | Gyula Lelovics                                                        | 7. místo v Serii B                        |
| Messina         | Messina    | Stadio Gazzi                 | Engelbert König (1.–?. kolo) György Orth                              | 1. místo ve finálové skupině B ve 3. lize |
| Modena          | Modena     | Stadio di viale Fontanelli   | Wilhelm Rady (1.–22. kolo) Richard Klug                               | 18. místo v Serii A (sestup)              |
| Monfalconese    | Monfalcone | Campo Costanzo Ciano         | Károly Csapkay                                                        | 9. místo v Serii B                        |
| Novara          | Novara     | Stadio del Littorio          | Mario Meneghetti                                                      | 14. místo v Serii B                       |
| Pistoiese       | Pistoia    | Stadio Monteoliveto          | György Kőszegi                                                        | 11. místo v Serii B                       |
| Sampierdarenese | Janov      | Stadio del Littorio          | Árpád Hajós (1.–6. kolo) Ercole Carzino (7.–27. kolo) Hermann Felsner | 1. místo ve finálové skupině C ve 3. lize |
| Serenissima     | Benátky    | Stadio Pier Luigi Penzo      | Giovanni Borgato (1.–7. kolo) Achille Gama                            | 14. místo v Serii B                       |
| Spezia          | La Spezia  | Stadio Alberto Picco         | Wilmas Wilhelm                                                        | 7. místo v Serii B                        |
| Verona          | Verona     | Stadio Marcantonio Bentegodi | Rudolf Stanzel (1.–?. kolo) Ferruccio Pallotta                        | 3. místo v Serii B                        |
| Vigevanesi      | Vigevano   | Campo Bepi Crespi            | Ugo Bonzano                                                           | 4. místo v Serii B                        |

## Tabulka
| Poř. | Tým             | Z  | V  | R  | P  | VG | OG | B  |
| ---- | --------------- | -- | -- | -- | -- | -- | -- | -- |
| 1.   | Livorno         | 32 | 22 | 7  | 3  | 72 | 23 | 51 |
| 2.   | Brescia         | 32 | 23 | 4  | 5  | 54 | 19 | 50 |
| 3.   | Modena          | 32 | 17 | 4  | 11 | 58 | 41 | 38 |
| 4.   | Spezia          | 32 | 14 | 9  | 9  | 46 | 47 | 37 |
| 5.   | Novara          | 32 | 13 | 9  | 10 | 59 | 50 | 35 |
| 6.   | Verona          | 32 | 12 | 10 | 10 | 47 | 45 | 34 |
| 7.   | Comense         | 32 | 15 | 4  | 13 | 51 | 53 | 34 |
| 8.   | Sampierdarenese | 32 | 13 | 7  | 12 | 55 | 47 | 33 |
| 9.   | Vigevanesi      | 32 | 13 | 6  | 13 | 42 | 48 | 32 |
| 10.  | Messina         | 32 | 11 | 8  | 13 | 49 | 53 | 30 |
| 11.  | Serenissima     | 32 | 11 | 5  | 16 | 40 | 41 | 27 |
| 12.  | Cremonese       | 32 | 9  | 8  | 15 | 48 | 59 | 26 |
| 13.  | Legnano         | 32 | 9  | 8  | 15 | 40 | 53 | 26 |
| 14.  | Cagliari        | 32 | 9  | 6  | 17 | 37 | 60 | 24 |
| 15.  | Grion Pola      | 32 | 9  | 6  | 17 | 38 | 72 | 24 |
| 16.  | Atalanta        | 32 | 9  | 5  | 18 | 52 | 60 | 23 |
| 17.  | Pistoiese       | 32 | 7  | 6  | 19 | 29 | 46 | 20 |
| 18.  | Monfalconese    | -  | -  | -  | -  | -  | -  | -  |

Poznámky
- Z = Odehrané zápasy; V = Vítězství; R = Remízy; P = Prohry; VG = Vstřelené góly; OG = Obdržené góly; B = Body
- za výhru 2 body, za remízu 1 bod, za prohru 0 bodů.
- při rovnosti bodů rozhodoval rozdíl mezi vstřelených a obdržených branek.
- klub Monfalconese se po 6. kole odhlásil.
- kluby Atalanta a Pistoiese díky administrativě zůstaly v soutěži.

|  | Postup do Serie A      |
|  | Sestup do První divize |